# Perrintal
Perrintal definieras med den rekursiva funktionen
P(0) = 3, P(1) = 0, P(2) = 2,
och 
P(n) = P(n − 2) + P(n − 3) for n > 2.
Talföljden av Perrintal börjar med
3, 0, 2, 3, 2, 5, 5, 7, 10, 12, 17, 22, 29, 39 ... (talföljd A001608 i OEIS)

## Perrinprimtal
Ett Perrinprimtal är ett Perrintal som också är ett primtal.  De första Perrinprimtalen är:
2, 3, 5, 7, 17, 29, 277, 367, 853, 14197, 43721, 1442968193, 792606555396977, 187278659180417234321, 66241160488780141071579864797, ... (talföljd A074788 i OEIS)